# Монастир Ґінкаку
Монасти́р Ґінка́ку або Ґінка́ку-дзі (яп. 銀閣寺, ぎんかくじ, МФА: [ginkaku d͡ʑi], «монастир срібного павільйону») — буддистський монастир в Японії.  Належить секті Ріндзай.   Розташований за адресою: префектура Кіото, місто Кіото, район Сакьо, квартал Ґінкакудзі 2. Монастирський титул — Східна гора. Офіційна назва — Монастир Дзісьо. Заснований 1490 року. Головною святинею монастиря є будда Шак'ямуні. 
 Повна офіційна назва — Монастир Дзісьо́ на Східній горі. Пам'ятка культури Хіґасіяма. Колишня резиденція сьоґуна Асікаґи Йосімаси, перетворена на монастир після його смерті. Названий на честь Срібного павільйону, найкрасивішої будівлі монастиря. 1994 року занесений до списку Світової спадщини ЮНЕСКО в Японії.

## Короткі відомості
Ґінкакудзі виник на базі резиденції Асікаґи Йосімаси, восьмого сьоґуна сьоґунату Муроматі. Її будівництво почалося 1465 року на місці колишнього монастиря Дзьододзі секти Тендай, в гірському районі Хіґасіяма на схід від середньовічного Кіото. 1485 року, після закінчення Головного палацу резиденції, сьоґун переселився до нього зі столиці. У зв'язку з цим весь комплекс новобудов отримав назву палац Хіґасіяма　—　«Східногірський палац».
1490 року Йосімаса помер і за його заповітом палац перетворили на дзенівський монастир. Засновником обителі став Мусо Сосекі, вчений-монах дзенівської секти Ріндзай. Монастир назвали Дзісьодзі на пам'ять про покійного сьоґуна, що отримав посмерте чернече ім'я Дзісьо — «Милосердне сяйво». За правління десятого сьоґуна Асікаґи Йосітане, його молодший брат Кореакі став настоятелем Ґінкакудзі. Після нього цю посаду займали вихідці з найвищих прошарків кіотської аристократії.
Наприкінці 15 століття монастир нараховував понад десяток будівель, серед яких найкрасивішою вважалася двоярусна башта — Зала бодгісаттви Каннон. Вона мала два шатрові дахи, верхній з яких увінчував мідний шпиль із зображенням китайського фенікса. Перший поверх башти називався Залою пустого серця. Він був збудований на зразок звичайного самурайського помешкання тієї епохи. Другий поверх мав назву Павільйон милосердя і нагадував буддистський храм. В ньому розміщувався вівтар зі статуєю бодгісаттви Каннон. Починаючи з 17 століття башту стали називати Ґінкаку — «Срібний павільйон», а монастир — Ґінкакудзі, за аналогією із Золотим павільйоном монастиря Кінкакудзі.
Станом на початок 21 століття на території монастиря збереглися лише частина автентичних споруд. Окрім Срібного павільйону до їхнього числа входять Східний храм, Головний храм і Альтанка радісної чистоти. Східний храм — це колишня кумирня сьоґуна Йосімаси, в якій вшановувався образ будди Аміда. У східному крилі цього храму розташована сьоґунська кімната, збудована у ранньому кабінетному стилі. Вона вважається однією з найстаріших в Японії кімнат, призначених для проведення чайної церемонії. Срібний павільйон і Східний храм занесені до Національних скарбів Японії.
Між храмом і Срібним павільйоном пролягає піщаний сад. Він був створений у 16 столітті художником Соамі на зразок саду в монастирі Сайходзі. Сад уособлює маленький всесвіт, в якому кожен об'єкт має свою назву. Так, поруч із Дзеркальним ставком розміщено Море срібного піску — невелику піщану ділянку, стилізовану під море з хвилями. Біля неї знаходиться ще одна піщана композиція — Місячна гірка. Усі камінці, кущики і місточки також мають власні імена. Сад вважається унікальним зразком піщаного садового мистецтва 16 століття і має статус цінної культурної пам'ятки Японії.